# Karol Baliński (samorządowiec)

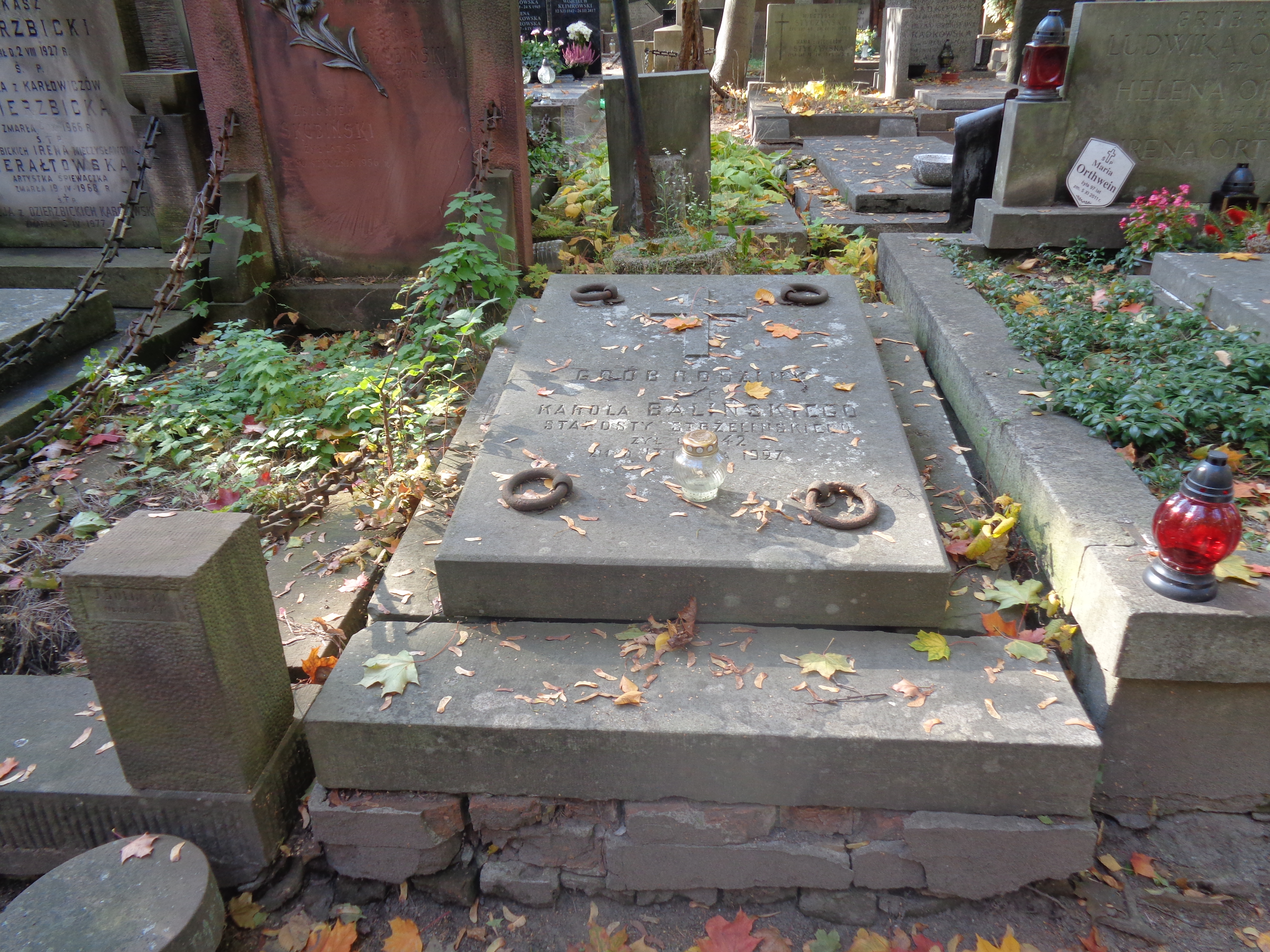
Grób Balińskiego na cmentarzu Powązkowskim w Warszawie (2018)

Karol Gustaw Baliński herbu Jastrzębiec (ur. 1885 w Warszawie, zm. 17 marca 1927) – polski urzędnik samorządowy.

## Życiorys
Urodził się jako syn Stanisława Balińskiego (z zawodu inżyniera) i Marii z domu Bogdaszewskiej.
Po odzyskaniu przez Polskę niepodległości i nastaniu II Rzeczypospolitej wstąpił do służby państwowej. Od listopada 1918 pełnił funkcję starosty powiatu tureckiego. Następnie od 28 września 1920 został wyznaczony na urząd burmistrza Równego. Od 1921 był starostą powiatu strzelneńskiego. Równolegle w 1922 objął mandat Sejmiku Wojewódzkiego w Poznaniu. Obie funkcje pełnił do śmierci.
Zmarł 17 marca 1927. Pierwotnie pochowany w Strzelnie, pod koniec 1927 jego szczątki przeniesiono na cmentarz Powązkowski w Warszawie (kwatera 113-1-9).
Jego żoną była Wanda Balińska z domu Bagieńska (1890–1983).